# Televisione analogica
La televisione analogica (abbreviata TV analogica o ATV) è la televisione rappresentata in forma analogica ovvero che fa uso di tecniche di trasmissione analogica per la trasmissione dei relativi segnali informativi audio e video e dati da parte delle emittenti televisive. Si contrappone alla televisione digitale rappresentata invece in forma digitale in ogni sua componente, immagini in movimento comprese.

## Storia
La televisione analogica fu realizzata per la prima volta il 7 settembre 1927 dall'inventore statunitense Philo Farnsworth nel proprio laboratorio di San Francisco; egli poco dopo cedette il brevetto alla RCA e le prime trasmissioni sperimentali iniziarono negli Stati Uniti d'America tra il 1928 ed il 1929 e dall'anno successivo in Europa; i primi Stati a realizzare trasmissioni sperimentali in quell'anno furono il Regno Unito e la Germania. La televisione analogica via cavo iniziò invece a diffondersi nell'immediato secondo dopoguerra a partire dal 1948 sempre negli Stati Uniti, mentre la televisione analogica satellitare nel resto del mondo a partire dal 1974.
A partire dagli anni 1990 iniziò il processo della sua sostituzione dalla televisione digitale terrestre per i vantaggi tecnologici che quest'ultima introdusse; il primo Stato dove iniziarono le trasmissioni furono gli USA, a partire dal 1994.

## Caratteristiche

### Descrizione
Nella televisione analogica le immagini in movimento e l'audio sono rappresentati in forma analogica, mentre i servizi interattivi in forma digitale. In seguito anche l'audio è stato trasmesso in via sperimentale in digitale. Nonostante ciò si parla comunque di televisione analogica in quanto la componente principale, le immagini in movimento, è rappresentata in forma analogica. 

### Tipi
Esistono tre tipi di televisione analogica:
- televisione analogica terrestre
- televisione analogica via cavo
- televisione analogica satellitare